# Атрачинское сельское поселение
Атрачинское се́льское поселе́ние — муниципальное образование в Тюкалинском районе Омской области Российской Федерации.
Административный центр — село Атрачи.

## История
Статус и границы сельского поселения установлены Законом Омской области от 30 июля 2004 года № 548-ОЗ «О границах и статусе муниципальных образований Омской области».

## Население
| 2010  | 2011  | 2012  | 2013  | 2014  | 2015  | 2016  |
| ----- | ----- | ----- | ----- | ----- | ----- | ----- |
| 1364  | ↘1360 | ↘1334 | ↘1323 | ↗1337 | ↘1306 | ↘1286 |
| 2017  | 2018  | 2019  | 2020  | 2021  | 2023  |       |
| ↘1258 | ↘1202 | ↘1182 | ↘1163 | ↘970  | ↘928  |       |

## Состав сельского поселения
| № | Населённый пункт | Тип населённого пункта       | Население |
| - | ---------------- | ---------------------------- | --------- |
| 1 | Атрачи           | село, административный центр | ↘684      |
| 2 | Зотино           | деревня                      | ↘78       |
| 3 | Колмаково        | деревня                      | ↘84       |
| 4 | Лаптево          | деревня                      | ↘49       |
| 5 | Чащино           | деревня                      | ↘108      |
| 6 | Ярославка        | деревня                      | ↘361      |